# Ovidi Montllor
Ovidi Montllor i Mengual (Alcoi, 4 de fevereiro do 1942 - Barcelona, 10 de março do 1995) foi um cantor, compositor e ator valenciano que formou parte da nova cançó catalã. 
Debutou no ano 1962 com o grupo teatral La Cazuela, de Alcoi. Aos 24 anos marchou para Barcelona, onde actuou com grupos de teatro independentes, como o do CICF, e mais tarde com as companhias de Núria Espert e Adrià Gual. No 1968 iniciou uma carreira destacada como cantor, a miúdo acompanhado de Toti Soler, com música própria sobre textos de Espriu, Estellés, Pere Quart e dele próprio. Entre as suas peças musicais mais populares destacam:
- La samarreta
- La fera ferotge
- Homenatge a Teresa
- Perquè vull
- L'escola de Ribera

Um outro ámbito no qual destacou Ovidi foi o cinema. Interveio, entre outros, nos seguintes filmes:
- Furia Española (1975)
- Furtivos (1975)
- Josafat (televisão)
- El beso de la mujer araña
- La nova cançó (1976, como ele próprio)
- La ciutat cremada (1976)
- La oscura historia de la prima Montse (1978)
- La portentosa vida del padre Vicent (1978)
- Companys, procés a Catalunya (1979)
- La verdad sobre el caso Savolta (1980)
- La fuga de Segovia (1981)
- L'hivernacle
- Amanece, que no es poco (1989)

No ano 1995 morreu em Barcelona por conseqüência dum cancro de esôfago. Cinco meses antes, o seu povo natal (Alcoi) tinha-lhe tributado uma emotiva homenagem.

## Discografia
- La Fera ferotge / Cançó de les balances (EP 1968)
- Història d'un amic / La fàbrica Paulac (EP 1969)
- Sol d'estiu / Ell (single 1971)
- Un entre tants... (1972)
- Crònica d'un temps (1973)
- A Alcoi (1974) (Reeditado pelo Picap 2008)
- Salvat-Papasseit per Ovidi Montllor (1975) (Reeditado pelo Picap 2007)
- Ovidi Montllor a l'Olympia (1975) (Reeditado pelo Picap 2008)
- De manars i garrotades (1977) (Reeditado pelo Picap 2008)
- Bon vent... i barca nova! (1979)
- Ovidi Montllor diu 'Coral romput' (dobre 1979)
- 4.02.42 (1980)
- Ovidi Montllor... per sempre (recopilatório póstumo 1995)
- Antologia (13cd 2000)